# 君士坦丁巨像
君士坦丁巨像（義大利語：  Statua Colossale di Costantino I) 是羅馬皇帝君士坦丁大帝（約280-337年）的雕像（Acrolith），以巨大複合材料製成，曾放置在羅馬廣場附近的聖道，位於馬克森提烏斯殿西邊的半圓形後殿。巨像的殘存部分現在位於卡比托利歐山上，放在卡比托利歐博物館的保守宮的庭院內。

## 描述
君士坦丁巨像的頭部、手臂和腿部由白色大理石雕刻而成，其餘部分由磚砌的核心以及木製框架組成，可能包覆著鍍金青銅。從剩餘碎片的大小來看，這個坐在王位上的的雕像，大概有12公尺高，頭部高約2.5公尺，腳長超過2公尺。 

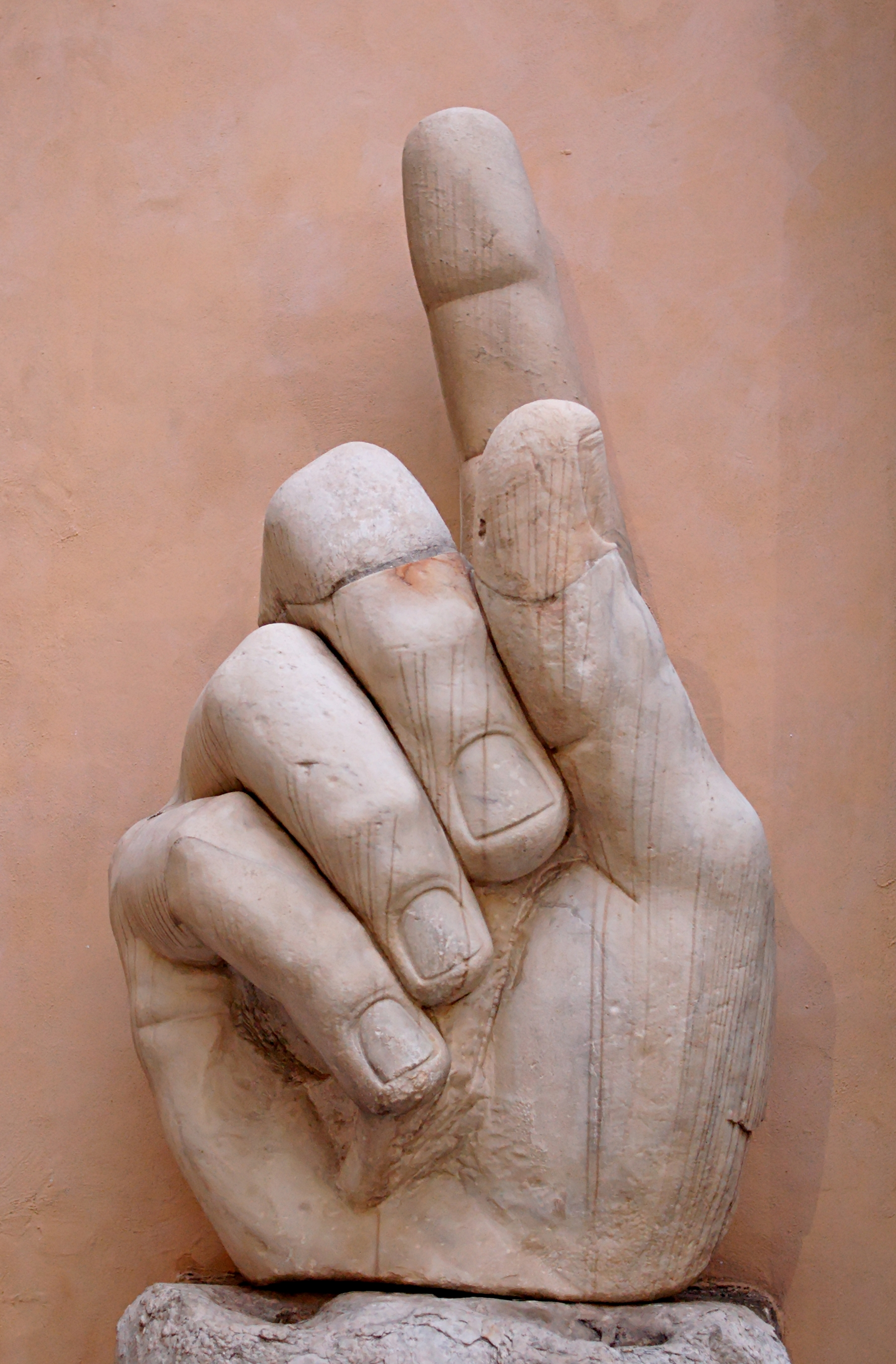
巨像的兩隻右手之一。

據優西比烏的說法，巨像右手拿著「救世主激情的紀念柱，上面有十字架的拯救標誌」，可能是一根帶有凱樂符號XP的權杖，君士坦丁在這個時期鑄造的勳章表明他是如此裝飾。優西比烏進一步記錄了刻在雕像下方的拉丁文銘文，可翻譯如下
藉由這個救贖的標誌，美德的真正象徵，我拯救了你們的城市，使其自暴君的枷鎖中解放，元老院與羅馬人民透過我的解放恢復了昔日的聲譽和輝煌。
這個巨大的頭像是以一種典型、抽象的君士坦丁風格（「神職帝王風格」）雕刻而成，而身體的其他部分則採用自然主義，甚至雕刻了長繭的腳趾和隆起的前臂靜脈。這個頭像或許是為了表達皇帝超凡入聖的本質已超越人類領域，值得注意的是，它有雙比真人更大的眼睛，僵硬、毫無人情味的正面凝視著時間之外的存在。頭部的處理顯示了個人主義肖像畫的綜合特點：在君士坦丁所有圖像中都有的鷹鉤鼻、深下巴和凸下頜特徵，還帶有晚期羅馬肖像畫的流行趨勢，注重象徵意義和抽象性，而不重視細節。
君士坦丁在這件偉大的公共作品中登上寶座，宏偉得不可思議，就像是神的雕像，儘管他的本意是反映基督教的神性。根據邁克爾·格蘭特的說法:

在這個人的宮廷裡......作家們認為談論「像神一樣的面孔」和「莊嚴的表情」是合適的。雕塑家把這個面孔想像成一個神聖的面具，一個與未來拜占庭的聖像相似（儘管規模要大得多）的壓倒性崇拜對象：一個具有神聖存在感的偶像，並有能力擊退潛伏在異教徒形象中的惡魔。

## 歷史

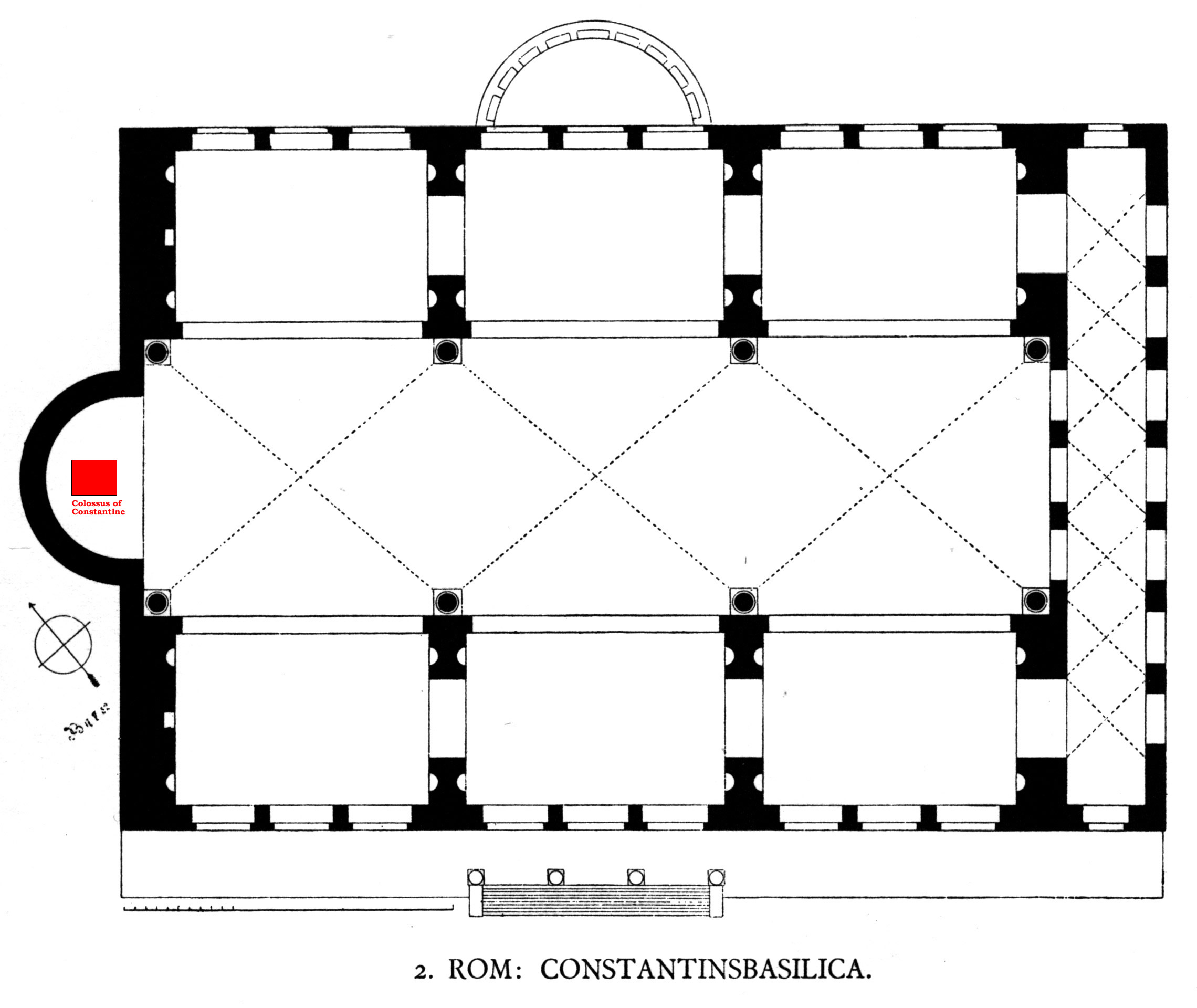
馬克森提烏斯殿的西後殿，以紅色表示巨像最初的位置。

馬克森提烏斯殿位於廣場的北部邊界，由共治皇帝馬克森提烏斯於307年開始建造。君士坦丁在312年的米爾維安大橋戰役擊敗馬克森提烏斯後完成了這座巴西利卡。君士坦丁似乎調整了建築的方向，變更了主入口的位置，並新建了一個北後殿。透過改動建築設計以及放置在西後殿的巨大雕像，君士坦丁公開並高調宣佈推翻了他的手下敗將。雕像本身的精確年代仍存疑；有人認為，從政治的角度考慮，雕像最初創作的日期可能在312-315年，而藝術史的論據則指出，325年後的某個時間段這座雕像的特徵被大幅重新加工。

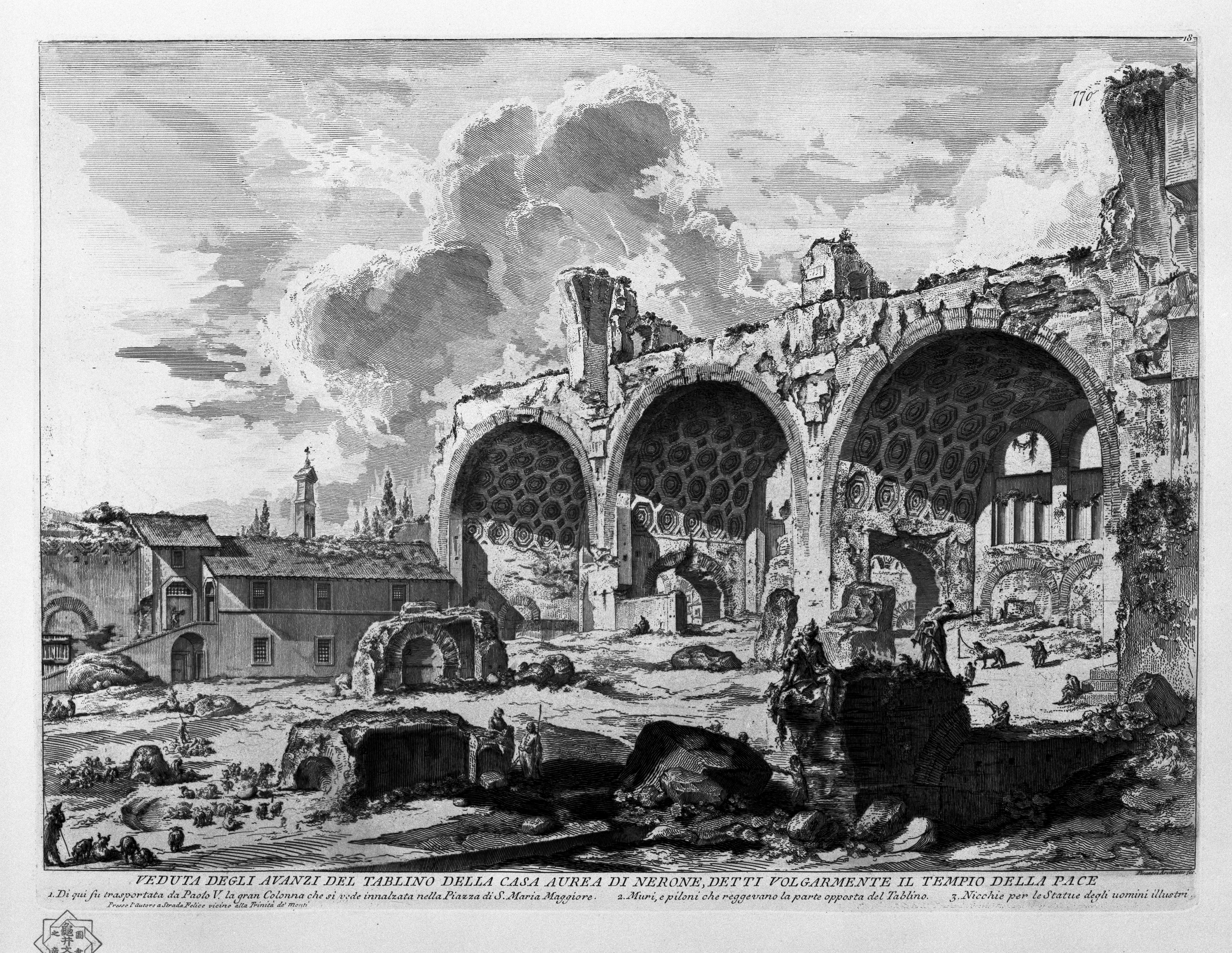
18世紀馬克森提烏斯殿的版畫，西後殿應該在左邊

這座巨像在古典時代晚期遭到掠奪，很可能是為了取走青銅製的身體部分。雕像的大理石部分在1486年被發現。殘存的部分後來被當時在這個地方工作的米開朗基羅從巴西利卡移出，放在附近的保守宮庭院內。奇怪的是，在雕像的殘骸中有兩隻右手，這兩隻手略有不同。有人認為，雕像在君士坦丁統治後期的某個時間點被重新加工過，握著權杖的手被改造成握著基督教標誌。
大理石碎片在2000年至2001年期間被修復。2006年2月6日至10日，萊茵蘭-普法茲州與羅馬卡比托利歐博物館合作，對碎片進行三維雷射掃描。2007年6月2日至11月4日，在德國特里爾舉行主要文化和歷史的「君士坦丁大帝展」，該展部分展品同時展出了該雕像的重建和鑄造品。

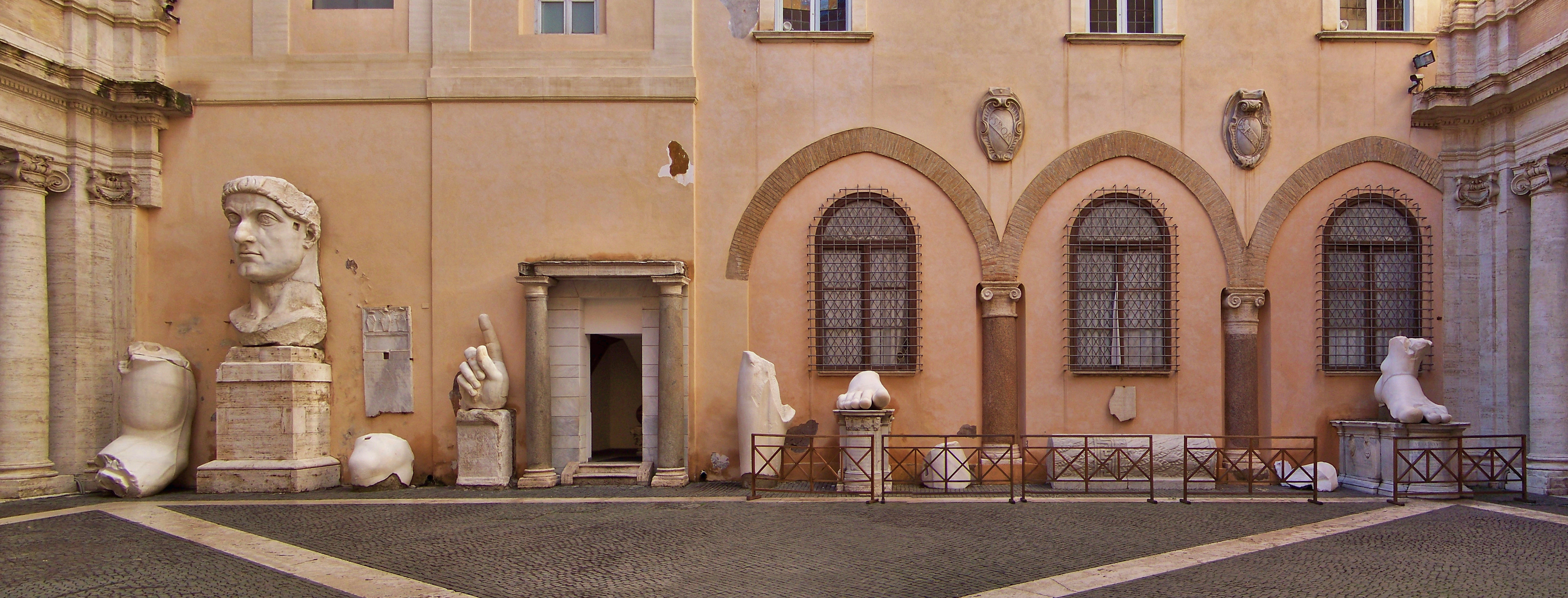
君士坦丁巨像的碎片。這些碎片從左到右排列如下：右臂（含肘部）、頭部、右膝蓋骨、第一隻右手、[博物館的柱狀入口]左脛骨、右腳、左膝蓋骨、[裝飾柱的殘餘]左腳。第二隻右手位於左邊的圓柱形入口之外。

## 延伸閱讀
- Weitzmann, Kurt, ed., Age of spirituality: late antique and early Christian art, third to seventh century （页面存档备份，存于）, no. 11, 1979, Metropolitan Museum of Art, New York, ISBN 9780870991790; full text available online from The Metropolitan Museum of Art Libraries

## （食指上揚的）
- The Constantine Project  at ArcTron (3D laser imaging) （页面存档备份，存于）
- 维基共享资源上的相關多媒體資源：君士坦丁巨像

1. ↑  . smARThistory at Khan Academy.   [December 18, 2012]. （原始内容存档于2014-10-13）.